# عدسی کراون
عدسی کراون یکی از انواع عدسی‌های اپتیکال است که در لنزها و دیگر قطعات اپتیکال استفاده می‌شود. ضریب شکست این عدسی نسبتاً کم است (حدود ۱٫۵۲)، همچنین میزان پراکندگی نور کمی دارد (عدد پراکندگی آن حدود ۶۰ است). عدسی کراون از سیلیکات قلیایی(RCH)که حاوی حدود ۱۰٪ اکسید پتاسیم است ساخته شده همچنین اولین عدسی با کمترین میزان پراکندگی نور است.
همچنین بعنوان یک ماده خاص عدسی کراون نامگذاری شده، عدسی‌های دیگری نیز وجود دارند که دارای خاصیتی مشابه هستند که به آنها نیز عدسی کراون گفته می‌شود.
به طور کلی هر عدسی با عدد پراکندگی بین ۵۰ تا ۸۵ عدسی کراون گفته می‌شود. برای مثال عدسی بوروسیلیکات (به انگلیسی: Schott BK7) به طور معمول در لنزهای دقیق استفاده می‌شود. بوروسیلیکات حاوی حدود ۱۰ درصد اکسید بور است، که به‌خوبی دارای خاصیت اپتیکال و مکانیکی، و همچنین مقاومت در برابر آسیب‌های شیمیایی است. در ساخت عدسی کراون از افزودنی‌های دیگری همچون اکسید روی، پنتاکسید فسفر، اکسید باریم، فلوریت و اکسید لانتانیم استفاده می‌شود.
برای ساخت یک عدسی اگروماتیک به طور معمول از ترکیب یک لنز مقعر از عدسی فلینت و ترکیب عدسی گرد از عدسی کراون استفاده می‌شود.